# Diaethria meridionalis
Diaethria meridionalis är en fjärilsart som beskrevs av Bates 1864. Diaethria meridionalis ingår i släktet Diaethria och familjen praktfjärilar. Inga underarter finns listade i Catalogue of Life.